# Heinz-Joachim Otto

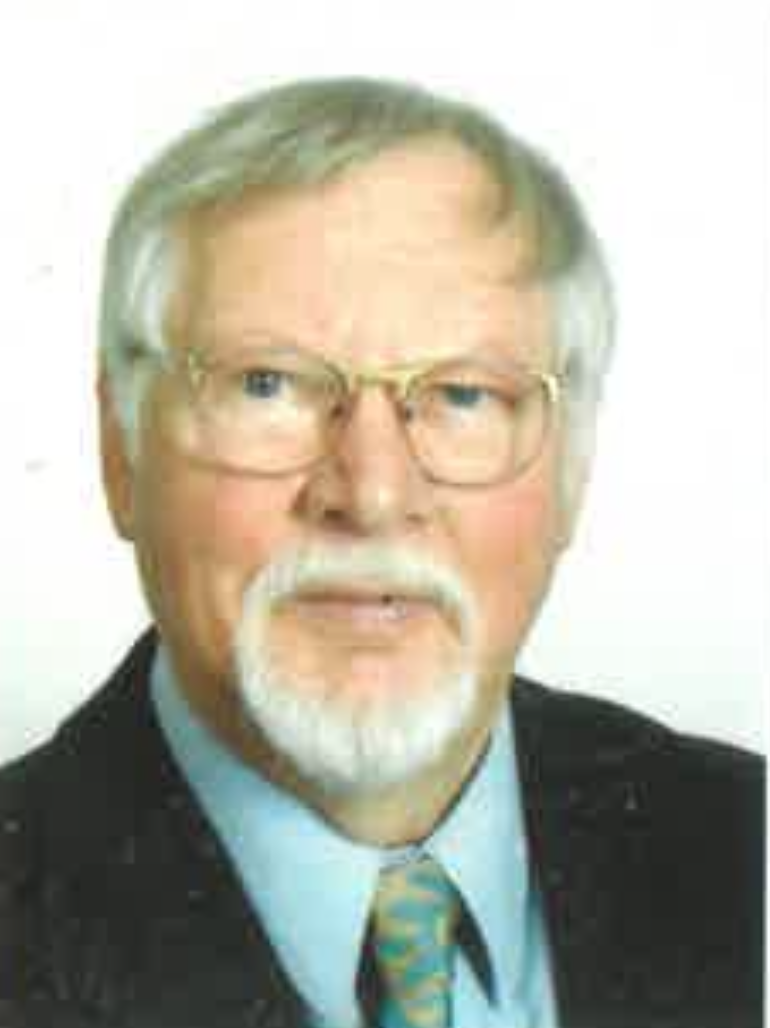
Heinz-Joachim Otto

Heinz-Joachim Otto (* 16. September 1933 in Berlin; † 10. Juni 2017) war ein deutscher Politiker (SPD). Er war von 1970 bis 1977 Abgeordneter im Niedersächsischen Landtag.

## Leben
Otto wuchs in Westpreußen auf. Mit seiner Familie floh er zum Ende des Zweiten Weltkrieges und hielt sich zunächst zwei Jahre in Polen auf.
Nach seinem Umzug nach Deutschland machte er 1952 einen Realschulabschluss in Einbeck. Er absolvierte 1955 eine Lehre zum Industriekaufmann. Danach studierte er von 1956 bis 1959 an der Pädagogischen Hochschule Göttingen. Er begann als Lehrer an einer Volksschule und legte währenddessen noch die Prüfung als Realschullehrer in den Fächern Deutsch und Geschichte ab. Von 1977 bis 1994 war er Rektor der Hauptschule Klippkanne in Brake (Unterweser).
Seit 1953 war Otto Gewerkschaftsmitglied. Zuerst schloss er sich der IG Metall an, ab 1959 der Gewerkschaft Erziehung und Wissenschaft. Außerdem trat er der SPD bei, für die er sich ab 1967 als stellvertretender Vorsitzender eines Unterbezirks engagierte.
Ab 1964 war Otto Kreistagsmitglied des Landkreises Einbeck, wo er von 1968 bis 1974 auch Landrat war. Am 21. Juni 1970 zog er in den Niedersächsischen Landtag ein, dem er in der siebten und achten Wahlperiode bis zum 26. Oktober 1977 angehörte.
Heinz-Joachim Otto war mit der Musikpädagogin und Gambistin Karin Otto verheiratet, mit der er drei Kinder hatte. Der Kulturwissenschaftler Welf-Gerrit Otto ist sein Sohn.
Von 1985 bis 2006 war Otto Mitglied des Rates der Stadt Brake (Unterweser).